# Timelapse of the Future
Timelapse of the Future: A Journey to the End of Time là một phim web ngắn khoa học viễn tưởng năm 2019 do nhạc sĩ kiêm nhà làm phim theo chủ đề thiên văn học người Mỹ John D. Boswell sản xuất ra, nối tiếp Timelapse of the Entire Universe. Bộ phim có độ dài 29 phút và là một flowmotion—sự kết hợp của các cảnh hyperlapse, timelapse và tốc độ thường—về vũ trụ từ năm 2019 đến tận cùng của thời gian, với thời gian trôi đi tăng gấp đôi sau mỗi 5 giây. Timelapse of the Future sử dụng cả các thước phim tự làm và sử dụng hợp lý, cùng những phát biểu của các nhà khoa học, qua đó truyền tải kiến thức hiện tại cùng các giả thuyết khác nhau.
Sau 6 tháng sản xuất, Timelapse of the Future được phát hành trên YouTube và được chiếu ở một số địa điểm; bộ phim cũng giành được giải Webby 2020. Bộ phim đã trở nên lan truyền, thu hút hàng triệu lượt xem và nhìn chung là được đánh giá tích cực. Timelapse of the Future đã truyền cảm hứng cho một bài hát và video âm nhạc của Noah Cyrus, người đã ca ngợi các yếu tố hiện sinh của bộ phim. Một spin-off, Life Beyond, sau đó đã được thực hiện.

## Nội dung
Bộ phim mở đầu và kết thúc bằng câu nói của Helen Keller:
Everything has its wonders, even darkness and silence. And I learn, whatever state I may be in, therein to be content.
Tạm dịch:

Mọi thứ đều có điều kỳ diệu, ngay cả bóng tối và sự im lặng. Và tôi học được rằng, dù tôi ở tình trạng nào thì tôi vẫn hài lòng.
Kỷ Anthropocene bắt đầu. Con người đáp xuống Sao Hỏa và từ trường của Trái Đất bị đảo lộn. Sao chổi Hale–Bopp quay trở lại vào khoảng năm 3000, tiếp theo là mực nước biển dâng cao, va chạm với tiểu hành tinh và Antares trở thành siêu tân tinh. Sahara trở thành rừng nhiệt đới vào khoảng năm 14.000, các chòm sao bắt đầu bị thay đổi, Voyager 1 đi qua Gliese 445 vào khoảng năm 38.000 và thời kỳ gian băng (Interglacial Period) kết thúc. Vào khoảng năm 97.000, siêu núi lửa Yellowstone phun trào. Dấu chân của phi hành gia Apollo 11 mờ dần vào khoảng năm 960.000. Betelgeuse trở thành siêu tân tinh và các di tích bằng đá bị xói mòn. Một vụ nổ tia gamma xảy ra. Phobos trở thành hệ thống vành đai của Sao Hỏa, trong khi vành đai của Sao Thổ biến mất. Nam Cực tan chảy vào khoảng năm 40.000.000, sau đó là tác động đáng kể của một tiểu hành tinh vào khoảng năm 70.000.000, tiếp đó là sự hình thành của một siêu lục địa mới vào khoảng năm 150.000.000. Độ sáng của Mặt Trời tăng vào khoảng năm 400.000.000, khiến thực vật chết vào khoảng năm 800.000.000, tiếp đó là toàn bộ sự sống vào khoảng năm 2.000.000.000, khi các đại dương bốc hơi. Mặt Trời sau đó mở rộng và trở thành một sao khổng lồ đỏ—hủy diệt Trái Đất trong quá trình đó—trước khi chết đi, trở thành sao lùn trắng vào năm 7.650.412.497. Những ngôi sao khác cũng dần dần chết theo. Sao lùn đỏ cuối cùng sẽ chết vào năm thứ 100.000.000.000.000.
Khi các ngôi sao hoàn toàn cạn kiệt nhiên liệu, Kỷ nguyên Thoái hóa bắt đầu. Vũ trụ giờ chỉ chứa các sao xung, lỗ đen và sao lùn nâu, hầu như không được sao lùn trắng chiếu sáng. Theo thời gian, lực hấp dẫn đẩy hầu hết tàn dư vũ trụ vào không gian liên sao, còn vật chất không thoát ra được khỏi thiên hà thì sẽ bị lỗ đen siêu lớn ở trung tâm mỗi thiên hà hút vào. Đáng chú ý là các sao neutron có thể va chạm với nhau và tạo ra các siêu tân tinh siêu sáng. Sự sống ngoài Trái Đất có thể sống xung quanh các sao lùn trắng, nhưng tới một ngày nào đó, sao lùn trắng sẽ mờ đi và trở thành sao lùn đen.
Các lý thuyết dự đoán rằng các nền văn minh có thể sử dụng lỗ đen như một nguồn năng lượng, đồng thời làm chậm thời gian của họ để tồn tại. Tuy nhiên, nếu proton là không ổn định, chúng sẽ phân rã thành các hạt hạ nguyên tử nhẹ hơn. Điều đó sẽ khiến các nguyên tử tan rã theo, từ đó khiến mọi vật chất suy biến còn lại trong vũ trụ tan rã.
Với việc các proton hoàn toàn phân rã, Kỷ nguyên Lỗ đen bắt đầu. Vũ trụ giờ chứa các "thiên hà zombie" gồm các lỗ đen và hạt ánh sáng lang thang. Các lỗ đen đôi có thể hợp nhất, giải phóng một lượng năng lượng khổng lồ dưới dạng sóng hấp dẫn. Vào năm 159 novemdecillion (159 × 1060), bức xạ Hawking khiến các lỗ đen đầu tiên chết đi. Khi chúng phát nổ, chúng chiếu sáng lại bóng tối xung quanh. Năng lượng tối khiến vũ trụ tiếp tục mở rộng hơn nữa, nếu nó vẫn tồn tại vào thời điểm đó, và sẽ khiến vũ trụ giãn nở mãi mãi.
Các lý thuyết dự đoán rằng các nền văn minh, bao gồm cả con người, có thể tạo ra vũ trụ ảo hoặc vũ trụ thật của riêng họ, xem xét khả năng tồn tại của đa vũ trụ và sự tiến hóa giữa các vũ trụ. Tuy nhiên, nếu việc thoát khỏi vũ trụ là không thể, entropy sẽ hủy diệt các lỗ đen còn lại. Lỗ đen cuối cùng bốc hơi vào năm 15 untrigintillion (15 × 1096), khiến vũ trụ trở thành "không có gì ngoài một biển photon dần dần có xu hướng về cùng nhiệt độ khi sự giãn nở của vũ trụ làm nguội chúng về độ không tuyệt đối" theo Brian Cox. Trong thời gian này, mọi thứ trong vũ trụ sẽ phân rã thành hư vô, khiến vũ trụ kết thúc vào năm 1 googol (10100). Khi điều này xảy ra, thời gian không còn giá trị gì nữa (nó "trở nên vô nghĩa").
Sau đoạn credit ngắn, một dòng chữ xuất hiện có nội dung "Dành cho Ash" ("For Ash"), tên con trai của Boswell, sinh ngày 1 tháng 1 năm 2019.

## Sản xuất

### Phát triển
Bộ phim bắt đầu được sản xuất vào mùa hè năm 2018. Không có nhiều tuyên bố về việc sản xuất bộ phim, ngoài việc "Để làm ra bộ phim này cần nhiều tháng nghiên cứu về vũ trụ học vật lý, nơi những suy đoán về số phận cuối cùng của vũ trụ là vô số, và thường trái ngược nhau.". Vào ngày 9 tháng 10 năm 2018, Boswell đăng trên tài khoản Twitter của mình hình ảnh ban đầu của bộ phim: hình ảnh hoạt họa về một lỗ đen. Hình ảnh ban đầu này hoàn toàn khác với kết quả cuối cùng của phim: các số biểu thị năm cực lớn được biểu thị bằng lũy thừa, không có moving counter, cũng như văn bản trong phim nằm ngay trên khung hình thay vì trên hard matte dưới.
Boswell cho biết mình được truyền cảm hứng, "nhiều năm trước", bởi ý tưởng về việc Mặt Trời sắp chết sau 5 tỷ năm nữa, và ông đã thắc mắc về những điều sẽ xảy ra sau đó. Các dự đoán về tương lai đã có đó nhưng không được xâu chuỗi lại với nhau một cách thuyết phục, do đó ông muốn "tạo ra thứ gì đó độc đáo" nói về tương lai gần lẫn xa.
Sau đó, qua Long Now Foundation, Boswell nói thêm:
My original plan was to make something more like an art installation piece where there wouldn't be so much talking and facts; it would basically just be the timeline and some chill music and meditative imagery of black holes that would just span for like 10 minutes at a time, and you'd get this abstract impression of how long the future is going to be, and how much emptiness there is. But the more I dug into it, the more I found there's so much to talk about, and so much to say, that it would be foolish to waste this opportunity. I had a draft of this [in summer 2018], and felt it needed to be taken to the next level. So I spent another six months really digging into the VFX of it all, and the research, and figuring out how to build the flow of it and the structure and how to make it work. And I am glad I did. There's just so much to say, and so much I had to leave out. But it came together really well and I am pretty stoked about how it turned out.
Tạm dịch:

Dự định ban đầu của tôi là tạo ra thứ gì đó giống một tác phẩm nghệ thuật sắp đặt hơn, nơi sẽ không có quá nhiều lời nói và sự thật; về cơ bản bộ phim sẽ chỉ là một dòng thời gian với một số bản nhạc chill cùng hình ảnh trầm tư về các lỗ đen chỉ dài khoảng 10 phút mỗi lần, và bạn sẽ có ấn tượng đầy trừu tượng về tương lai sẽ kéo dài bao lâu và có bao nhiêu sự trống rỗng ở đó. Nhưng càng đào sâu vào nó, tôi càng thấy có quá nhiều điều để nói, đến nỗi thật ngu ngốc nếu bỏ lỡ cơ hội này. Tôi đã có một bản thảo về điều này [vào mùa hè năm 2018] và cảm thấy nó cần được đưa lên một tầm cao mới. Vì vậy, tôi dành thêm sáu tháng nữa để thực sự đào sâu vào VFX của tất cả, nghiên cứu và tìm ra cách xây dựng dòng chảy của phim, cấu trúc cũng như cách làm cho nó hoạt động. Và tôi vui vì tôi đã làm. Có quá nhiều điều để nói, và rất nhiều điều tôi phải bỏ qua. Nhưng nó đã kết hợp với nhau rất tốt và tôi khá ngạc nhiên về cách nó thành ra.
Giống như các bộ phim khác, Boswell sử dụng Cinema 4D, Octane Render và Adobe After Effects để tạo nên các hình ảnh hoạt họa. Closed captioning được các tình nguyện viên trên Amara thực hiện và YouTube; closed captioning bằng tiếng Anh được tạo theo cách thẩm mỹ hơn là theo cách dễ tiếp cận, trong đó phụ đề chi tiết được tạo cho người khiếm thính.
Boswell được nhà khoa học máy tính Juan Benet hỗ trợ thực hiện bộ phim, tương tự như như một số bộ phim khác của Boswell.

### Âm thanh và âm nhạc
Boswell cho biết đã sử dụng một số stock audio trên Spitfire Audio, Komplete, 8dio và Omnisphere thay vì chỉ sử dụng soundtrack gốc được sáng tác bằng Ableton Live; synth được chơi bằng Yamaha CS-80 và Moog Sub 37. Giai điệu piano cho bộ phim được chơi bởi Gulbransen, một nhạc cụ mà Boswell sử dụng nhiều lần. Track đầu tiên của soundtrack, Sun Mother, sử dụng điệu 120 nhịp một phút, tăng dần theo thời gian để "làm nổi bật tốc độ tăng tốc của [thời gian trôi đi]". Timing của bài hát cũng được cân nhắc, ông nói rằng "Đối với tôi, điều quan trọng là phải có những khoảnh khắc mà âm nhạc, hình ảnh và hiệu ứng âm thanh có thể biểu lộ được và người xem có thể tiếp thu những gì họ xem.".

### Phương pháp luận

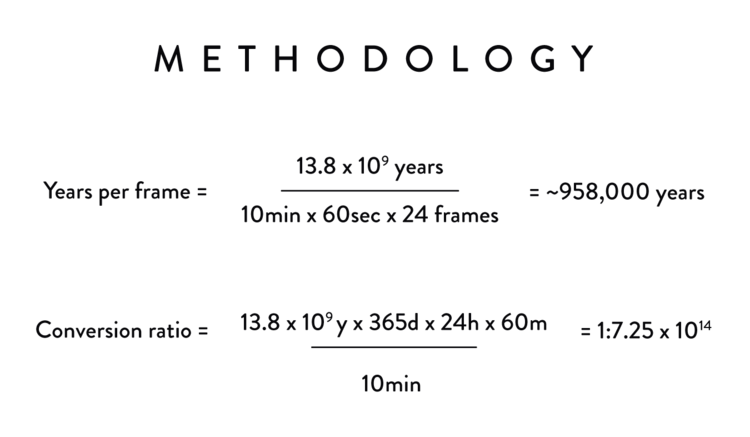
Phương pháp luận thời gian được sử dụng trong Timelapse of the Entire Universe. Với Timelapse of the Future, thời gian trên mỗi khung hình ước tính là 0,5 tháng hoặc 15 ngày khi bắt đầu.

Phương pháp thời gian trong phim "được suy xét và dùng nhiều thủ thuật (trickery) hơn" so với web film Timelapse of the Entire Universe trước đó vốn có thời lượng 10 phút, trong đó mỗi giây là 22 triệu năm và mỗi khung hình xấp xỉ 958.000 năm, tóm tắt lại lịch sử của vũ trụ từ lúc Vụ Nổ Lớn xảy ra cho đến ngày nay. Boswell đã chọn một phương pháp luận khác trong Timelapse of the Future, nói rằng:
It could have been every three seconds, and the video would have been over in fifteen minutes. But then you're really cramming a ton of stuff into the first few minutes. Everything from the present day to the death of the Earth would've occurred in one minute instead of three to four. That would've made it really hard to breathe. But then you have to apply that same rule to the rest of the video, and ensure you've got enough stuff in there to fill the time. It's a balance.
Tạm dịch:
Mỗi sự kiện trong phim sẽ kéo dài ba giây và video sẽ kết thúc sau mười lăm phút. Nhưng sau đó bạn thực sự nhồi nhét rất nhiều thứ vào vài phút đầu tiên. Mọi thứ từ ngày nay cho đến cái chết của Trái Đất sẽ diễn ra trong một phút thay vì ba đến bốn phút. Điều đó làm cho bộ phim thực sự hồi hộp. Nhưng sau đó, bạn phải áp dụng quy tắc tương tự cho phần còn lại của video và đảm bảo rằng bạn có đủ nội dung trong đó để lấp đầy thời gian. Đó là một sự cân bằng.
Trong Timelapse of the Future, thời gian trên mỗi khung hình giảm xuống còn khoảng 0,5 tháng cho mỗi khung hình (phim là 24 khung hình một giây) vào lúc đầu và tăng lên dần dần sau đó.

## Phát hành
Tweet đầu tiên được biết là liên quan đến bộ phim là một tweet vào ngày 21 tháng 7 năm 2018, về Pangaea Ultima, một sự kiện có trong phim. Dòng tweet đầu tiên đề cập rõ ràng đến việc sản xuất bộ phim được đăng vào ngày 10 tháng 10, cũng như một dòng tweet khác gián tiếp đề cập đến phần kết của bộ phim 8 ngày sau đó. Đoạn teaser đầu tiên được đăng trên Patreon và Vimeo của Boswell vào ngày 1 tháng 2 năm 2019, tiếp theo là một thông báo trên Patreon, đề cập bộ phim là "bản phát hành tham vọng nhất của tôi". Một hình ảnh về một cảnh trong phim bị rò rỉ trên Twitter của Boswell vào ngày 15 tháng 3, tiếp theo là một đoạn giới thiệu dài 70 giây vào ngày hôm sau.
Bộ phim được phát hành trên kênh YouTube Melodysheep của Boswell vào ngày 20 tháng 3, 17:15 UTC. Phim được chiếu tại event venue 393, thành phố New York vào ngày 2 tháng 5, sử dụng định dạng nhiều màn hình nhưng số ghi năm (year counter) trong phim không nhìn thấy được; những Patron của Boswell đã cung cấp vé miễn phí. Phim được chiếu một lần khác tại Exploratorium, San Francisco, vào ngày 25 tháng 7 lúc 9:30 tối (theo giờ Thái Bình Dương), với buổi chiếu cuối cùng được dự án Atomic Studio lồng tiếng với phần lồng tiếng của Andrey Lysenko diễn ra tại Rodina Film Centre, St. Petersburg, Nga, vào ngày 3 tháng 11 lúc 6:30 chiều MSK. Một buổi thuyết trình được tổ chức tại Treefort Music Fest lẽ ra sẽ diễn ra vào ngày 28 tháng 3 năm 2020, nhưng bị hoãn lại đến ngày 23 tháng 9 hoặc 2021 do đại dịch COVID-19.